# Plastmöbler

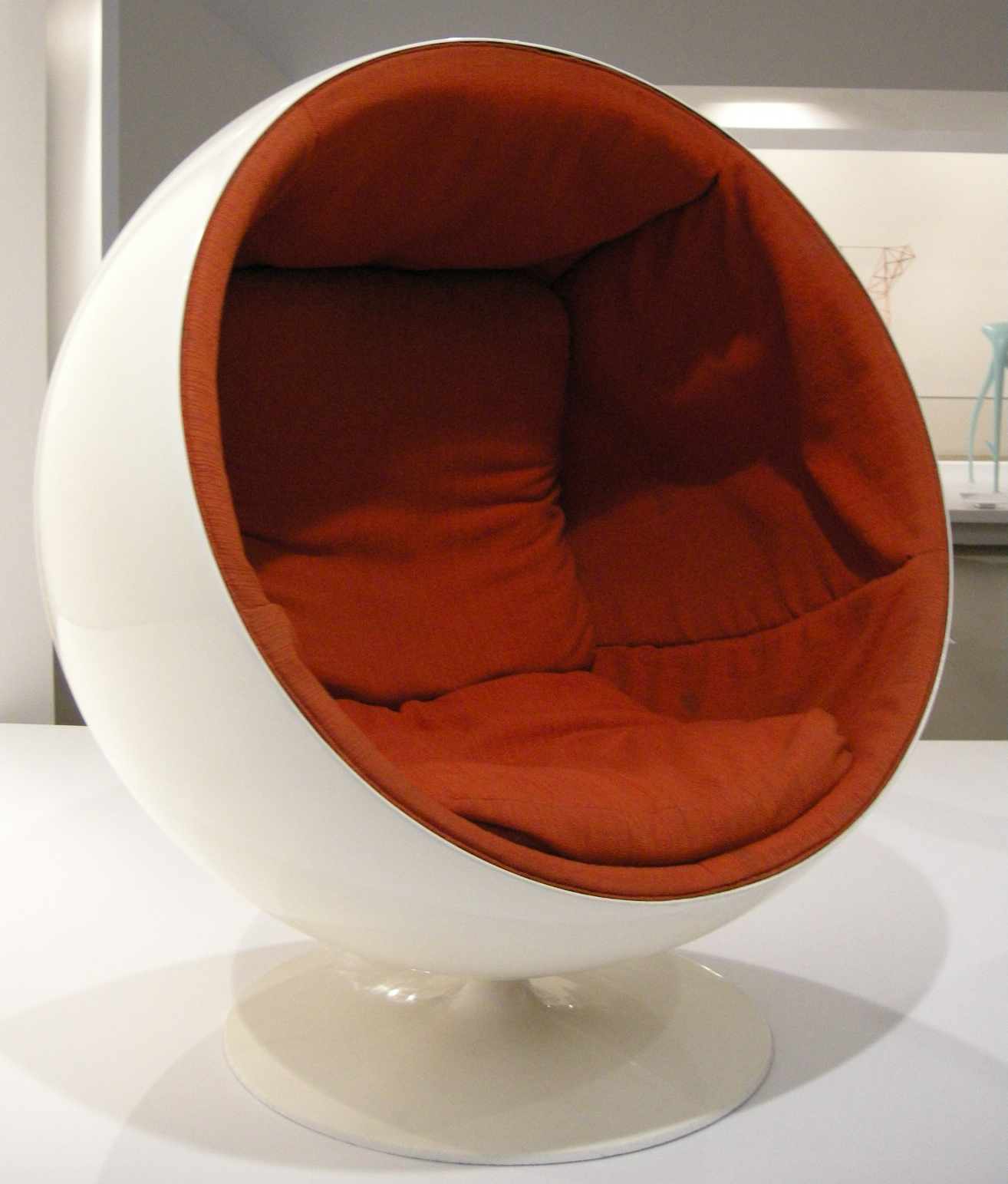
Eero Aarnios Ball Chair från 1963.

Plastmöbler är möbler tillverkade av plastmaterial. Många plastmöbler är av enklare slag och används som "utemöbler" under somrarna, för att tas in när sommaren är över. Sådana plastmöbler är oftast billigare än möbler av annat material, såsom trä. Det finns även designmöbler av plast, exempelvis de banbrytande möbler som skapades av den finländske formgivaren Eero Aarnio under 1960-talet.